# Lieu historique national de la Banque de Montréal
Le lieu historique national de la Banque de Montréal est une ancienne succursale de la Banque de Montréal. C'est un bâtiment situé au coin de la rue Notre-Dame et des Seigneurs, construit en 1894.
Il s'agit d'un exemple de style néo Queen Anne incorporant des éléments d'architecture flamande.
Il a été désigné Lieu historique national du Canada en 1990.